# Kaczawskie-bjergene
Kaczawskie-bjergene eller Katzbach-bjergene (polsk: Góry Kaczawskie; tysk: Katzbachgebirge) er en bjergkæde i voivodskabet Nedre Schlesien i Polen. Den er omkring 30 kilometer lang og er en del af Vestsudeterne. Dens højeste top er Skopiec (718 moh.) Nord for Kaczawskie-bjergene ligger Kaczawskie-forbjergene (polsk: Pogórze Kaczawskie; tysk: Bober-Katzbach-Vorgebirge).

## Beliggenhed
Højderyggen, der løber fra nordvest til sydøst i højder mellem 400 og 700 meter, er en foldebjergkæde bestående af kalksten, skifer og dolomit. I vest adskiller Bóbr området fra Jizera-bjergene og Jizera-forlandet; mod nord er Katzbach-forbjergene; mod øst danner floden Nysa Szalona grænsen. I sydøst går Katzbach-bjergene over i Waldenburg-bjergene. Mod syd danner Landeshut kammen/Rudawy Janowickie og Jelenia Góra-dalen overgangen til Krkonose/Karkonosze-bjergene.